# Pelambik
Pelambik is een bestuurslaag in het regentschap Centraal-Lombok van de provincie West-Nusa Tenggara, Indonesië. Pelambik telt 6210 inwoners (volkstelling 2010).